# Diga di Bau Pressiu
La diga di Bau Pressiu è uno sbarramento artificiale situato nell'omonima località, nel territorio dei comuni di Nuxis e Narcao, nella provincia del Sulcis Iglesiente, e Siliqua nella città metropolitana di Cagliari. Realizzata sul rio Mannu di Narcao per scopi idropotabili e agricoli, genera l'omonimo lago.
La diga, edificata su progetto dell'ingegnere Sante Serafini tra il 1968 e il 1972 e collaudata il 29 giugno 2006, è di tipo murario a gravità a speroni a vani interni. Ha un'altezza di 59 metri calcolati tra quota coronamento e punto più basso del piano di fondazione e sviluppa un coronamento di 256 metri a 252,86 metri s.l.m.
Alla quota di massimo invaso, prevista a 251,80 m s.l.m., il bacino generato dalla diga ha una superficie dello specchio liquido di circa 0,69 km² mentre il suo volume totale è calcolato in 10,20 milioni di m³. La superficie del bacino imbrifero direttamente sotteso risulta pari a 28,25 km².
L'impianto, di proprietà della Regione Sardegna, fa parte del sistema idrico multisettoriale regionale ed è gestito dall'Ente acque della Sardegna.

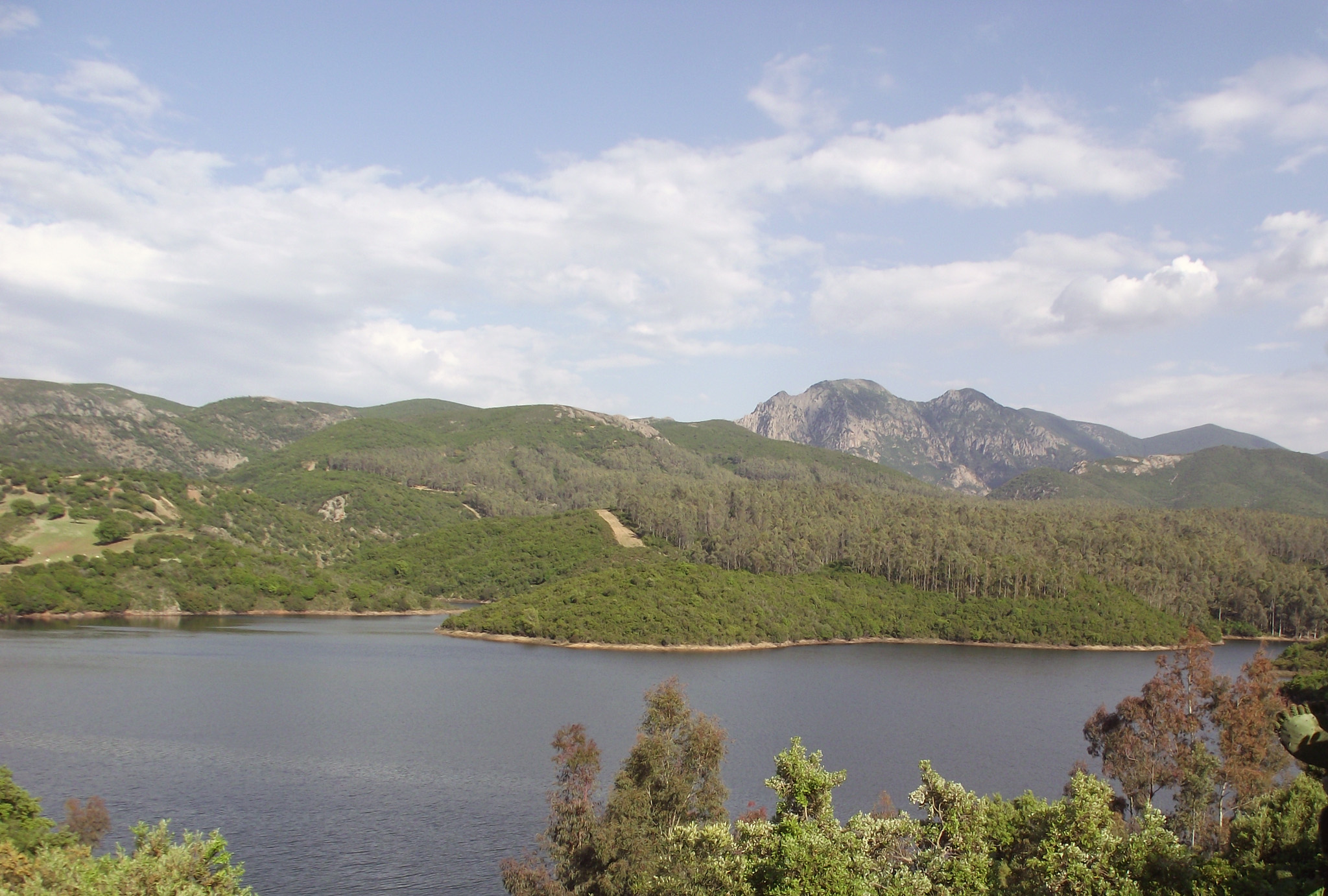
Il lago generato dallo sbarramento.